# Pavocosa
Pavocosa es un género de arañas araneomorfas de la familia Lycosidae. Se encuentra en Sudamérica, Sudeste de Asia y Oceanía.

## Lista de especies
Según The World Spider Catalog 12.0:
- Pavocosa feisica (Strand, 1915)
- Pavocosa gallopavo (Mello-Leitão, 1941)
- Pavocosa herteli (Mello-Leitão, 1947)
- Pavocosa langei (Mello-Leitão, 1947)
- Pavocosa siamensis (Giebel, 1863)